# Vladimír Weiss (1964)
Vladimír Weiss [vladimír vajs] (* 22. září 1964, Bratislava) je bývalý slovenský fotbalový záložník a reprezentant Československa a Slovenska, naposledy působící v celku FC Artmedia Petržalka. V zahraničí si připsal jako hráč angažmá v Česku. V současnosti trenér, od května 2021 kouč slovenského týmu ŠK Slovan Bratislava. Mimo Slovensko působil jako trenér v Rusku, Kazachstánu a Gruzii, kde vedl tamní reprezentaci. V pozici hráče se představil na MS 1990 a jako kouč na MS 2010. Jeho otec i syn hráli nebo stále ještě hrají fotbal. Na Slovensku se stal sedmkrát trenérem roku (2009, 2010, 2020, 2021, 2022, 2023 a 2024) a v roce 2009 zvítězil v anketě Krištáľové krídlo.

## Hráčská kariéra
Svoji hráčskou kariéru začal v Rapidu Bratislava, odkud v žácích odešel do jiného klubu z hlavního města, konkrétně do celku TJ ČH Bratislava. V roce 1982 se vrátil do Rapidu a působil zde již pouze v "áčku". Před sezonou 1983/84 přestoupil do Interu Bratislava, kde s výjimkou hostování v Agru Hurbanovo působil až do zimy 1992/93. S Interem si kromě ligových zápasů zahrál také utkání Poháru UEFA, Poháru Intertoto a Poháru vítězů pohárů. V zimním přestupovém období ročníku 1992/93 se stal novou posilou Sparty Praha, se kterou po půl roce získal titul v rámci poslední sezony Fotbalové ligy Československa. Na podzim 1993 nastupoval v českém celku FC Petra Drnovice a následně se vrátil na Slovensko, kde oblékal dres týmu 1. FC DAC – Gemer z Dunajské Stredy. Poté působil v mužstvu 1. FC Košice, se kterým se stejně jako s Dunajskou Stredou představil v pohárové Evropě. V létě 1996 podepsal smlouvu s Artmedií Petržalka, kde o čtyři roky později ukončil svoji kariéru fotbalisty.

## Reprezentační kariéra

### Československo
V A-mužstvu Československa debutoval 23. 3. 1988 v přátelském utkání v Sofii proti Bulharsku (prohra 0:2), když v 70. minutě nahradil na hrací ploše Stanislava Levého. 4. listopadu 1988 v přátelském zápase v Bratislavě proti reprezentaci Norska (výhra 3:2) zaznamenal ve 42. minutě svůj jediný gól za československou reprezentaci. S "repre" Československa se představil na MS 1990 v Itálii. Se svými spoluhráči postoupil přes základní skupinu do play-off, ve kterém reprezentace skončila ve čtvrtfinále po prohře 0:1 s NSR. Celkem za československý národní tým odehrál v letech 1988–1990 19 zápasů.

### Slovensko
Weiss je prvním střelcem branky samostatné slovenské reprezentace od rozdělení Československa v roce 1993. 2. 2. 1994 vsítil vítězný gól v prvním utkání Slovenska proti domácí reprezentaci Spojených arabských emirátů (výhra 1:0). Dohromady za slovenskou reprezentaci nastoupil v letech 1994–1995 ke 12 zápasů.

## Trenérská kariéra

### FC Artmedia Bratislava (asistent, hlavní trenér)
Trenérskou kariéru zahájil v roce 1998 v Artmedii, kde byl jako hrající asistent kouče. V průběhu sezony 2000/01 se po skončení hráčské kariéry stal hlavním trenérem tohoto bratislavského klubu. Se svými hráči se představil v tomto ročníku v Poháru Intertoto, o dva roky nepostoupili do základní skupiny Poháru UEFA. V dubnu 2004 v A-mužstvu skončil, zůstal však ve vedení celku. Na jaře 2004 klub získal domácí pohár a Weiss se na tomto úspěchu částečně podílel. 

#### Sezóna 2004/05
Od léta 2004 byl opět trenérem tohoto bratislavského týmu. V ročníku 2004/05 vybojoval s družstvem ligový titul.

#### Sezóna 2005/06
V létě 2005 s celkem porazil Duklu Banská Bystrica 3:1 a získal s Petržalkou Slovenský Superpohár. V průběhu podzimní části sezony 2005/06 se s Artmedií dostali jeho svěřenci poprvé v historii přes kazachstánské mužstvo FK Kajrat Almaty (prohra 0:2 venku a výhra 4:1 doma), Celtic FC ze Skotska (výhra 5:0 doma a prohra 0:4 venku) a srbský klub FK Partizan z Bělehradu (postup po prodloužení) z prvního předkola až do skupinové fáze Ligy mistrů UEFA 2005/2006. V něm hráči Petržalky získali ve skupině H v konfrontaci s celky FC Inter Milán (Itálie), FC Porto (Portugalsko) a Rangers FC (Skotsko) šest bodů a díky tomu se zúčastnili jarních vyřazovacích bojů Evropské ligy UEFA, kde vypadli po prohrách 0:1 doma a 0:2 venku s bulharským týmem PFK Levski Sofia. Weiss však proti tomuto soupeři odkoučoval pouze úvodní zápas, jelikož po něm bratislavské mužstvo opustil.

### FK Saturn Ramenskoje
V březnu 2006 odešel na své první zahraniční trenérské angažmá, když se na rok s opcí upsal ruskému klubu FK Saturn Ramenskoje. Během toho působiště bylo v hráčském kádru několik jeho krajanů. Ligovou premiéru na lavičce Saturnu absolvoval v úvodním kole ročníku 2016 hraného systémem jaro-podzim 19. března 2006 v souboji se Zenitem Sankt-Petěrburg (remíza 1:1). Ve čtvrtém kole stejné sezóny se svými fotbalisti poprvé během tohoto angažmá zvítězili, když porazili na domácím hřišti Šinnik Jaroslavl v poměru 3:0. V říjnu 2006 uzavřel s Ramenskoje nový dvouletý kontrakt. V následujícím roce však v týmu předčasně skončil. Odtrénoval zde dohromady 50 soutěžních zápasů.

### FC Artmedia Petržalka (návrat)
Před sezonou 2007/08 se vrátil do Artmedie. Obnovený debut zde zažil 15. července 2007 v souboji s ViOnem Zlaté Moravce, se svými svěřenci tehdy vyhrál doma vysoko 5:0. Tento ročník dopadl pro tým velmi dobře, jelikož v něm Petržalka vybojovala „double“, čili ligový primát a triumf v domácím poháru. Celkově zde při druhém působení strávil rok.

### Slovenská reprezentace
V červenci 2008 podepsal smlouvu na dva roky se zástupci slovenského svazu a stal se trenérem její reprezentace. Šanci pod Weissem dostal mj. jeho syn Vladimír, který si pod ním v A-mužstvu Slovenska odbyl své první starty v tomto výběru. Při jeho debutu hraném na bratislavském Štadiónu Pasienky na lavičce slovenské reprezentace jeho svěřenci podlehli Řecku v poměru 0:2.

#### Mistrovství světa 2010
V kvalifikaci na MS 2010 skončili jeho hráči ve skupině 3 v konfrontaci s reprezentacemi Slovinska, Česka, Severního Irska, Polska a San Marina na první místě tabulky a vůbec poprvé v historii samostatného Slovenska se kvalifikovali na závěrečný turnaj. Na samotném mistrovství v Jihoafrické republice poté Weissův výběr v základní skupině remizoval 1:1 s reprezentací Nového Zélandu, prohrál 0:2 v souboji s Paraguayí a překvapivě porazili 3:2 Italskou reprezentaci a postoupil z druhého místa do play-off, kde podlehl 1:2 Nizozemsku.

#### Po MS 2010
V létě 2010 měl několik lukrativních nabídek ze zahraničí, avšak nakonec se rozhodl pokračovat u slovenského "áčka" a uzavřel nový čtyřletý kontrakt. 30. ledna 2012 mj. kvůli nepostoupení na EURO 2012 a vysoké prohře 0:4 s reprezentací Arménie se s ním tehdejší prezident svazu Ján Kováčik dohodl na předčasném ukončení spolupráce. Za reprezentaci Slovenska odkoučoval celkem 40 utkání.

### ŠK Slovan Bratislava

#### Sezóna 2011/12
V průběhu trénování prvního družstva Slovenska vedl současně od srpna 2011 vítěze doublu ze sezony 2010/2011 mužstvo ŠK Slovan Bratislava, kde nahradil českého trenéra Karla Jarolíma. Krátce po svém příchodu Slovan pod jeho vedením vyřadil ve čtvrtém předkole – play-off Evropské ligy UEFA 2011/12 po výhře 1:0 doma a remíze 1:1 venku favorizovaný AS Řím z Itálie a s tímto bratislavským klubem díky tomu postoupil do skupinové fáze Evropské ligy. Slovan byl zařazen do základní skupiny F, kde se střetl s celky Athletic Bilbao (Španělsko), FC Red Bull Salzburg (Rakousko) a Paris Saint-Germain FC (Francie). Slovenský tým skončil v konfrontaci s těmito soupeři se ziskem jednoho bodu na čtvrtém místě tabulky a do jarní vyřazovací fáze nepostoupil. Ligovou premiéru na lavičce Slovanu absolvoval 7. 8. 2011 ve čtvrtém kole v derby proti Spartaku Trnava (výhra 2:1). Ve slovenských soutěžích se už Slovanu tolik nedařilo, v ročníku 2011/12 skončil v lize na třetím místě a v domácím poháru ve čtvrtfinále.

#### Sezóna 2012/13
Mužstvu se nevydařil vstup i do další sezony a navíc vypadlo i brzo kvůli pravidlu venkovních gólů po remízách 1:1 doma a 0:0 venku s maďarským klubem Videoton FC již ve druhém předkole EL. 30. července 2012 Weiss oznámil po remíze 1:1 ve třetím kole s týmem MŠK Žilina na pozápasové tiskové konferenci, že se jednalo o jeho poslední střetnutí na lavičce Slovanu, v bratislavské mužstvu tak skončil na vlastní žádost. Na jaře 2013 Slovan Bratislava získal již pod novým trenérem ligový titul i pohár a ačkoliv Weiss zde strávil jen malou část ročníku, zásluhy na těchto úspěších náleží i jemu.

### FK Kajrat Almaty

#### Sezóna 2013
V listopadu 2012 zamířil do Kazachstánu, kde podepsal smlouvu na tři roky s Kajratem Almaty. Při prvním střetnutí jako kouče tohoto klubu jeho hráči remizovali 3:3 v úvodním kole na domácím hřišti proti Žetisu Taldykorgan. Proti Tobolu Kostanaj 14. 4. 2013 zaznamenal svoje první vítězství na laviččce Almaty, jeho tým vyhrál doma 4:2.

#### Sezóna 2014
S Kajratem se díky třetímu místu v sezoně 2013 v Premjer Ligasy představil v předkolech Evropské ligy 2014/15, kde Almaty pod Weissovým vedením nejprve postoupilo po domácí výhře 1:0 a venkovní remíze 0:0 přes tým FK Kukësi z Albánie a následně vypadlo ve druhém předkole s dánským celkem Esbjerg fB (remíza 1:1 doma a prohra 0:1 venku). Konečné 3. místo v tamní nejvyšší soutěži Kajrat Almaty zopakoval i v sezóně 2014, navíc mužstvo po vítězství 4:1 ve finále nad klubem FK Aktobe vyhrálo Kazachstánský fotbalový pohár.

#### Sezóna 2015
Na podzim 2015 přešel s kazachstánským týmem přes mužstvo FK Crvena zvezda ze Srbska (výhry 2:0 venku a 1:0 doma), arménský klub FC Alaškert Jerevan (výhra doma 3:0 a prohra venku 1:2) a tým Aberdeen FC ze Skotska (výhra 2:1 doma a remíza 1:1 venku) z prvního předkola až do čtvrtého čili play-off Evropské ligy UEFA 2015/2016, v něm však Kajrat nestačil kvůli pravidlu venkovních branek po prohře 0:1 venku a výhře 2:1 doma francouzskému celku FC Girondins de Bordeaux a do skupinové fáze tak nepostoupil. V roce 2015 se mu podařilo s mužstvem domácí pohár obhájit po výhře 2:1 ve finále nad úřadujícím mistrem klubem FC Astana. V listopadu 2015 se s Kajratem nedohodl na prodloužení spolupráce a skončil. Celkem na lavičce Kajratu Almaty odtrénoval 108 zápasů.

### Gruzínská reprezentace
V březnu 2016 se stal hlavním trenérem gruzínského národního týmu, kde s tamním svazem uzavřel původně kontrakt do konce kvalifikace na MS 2018. Ten byl později prodloužen. Premiéru si zde odbyl v přátelském utkání 29. 3. 2016 v souboji s reprezentací Kazachstánu (remíza 1:1). Prvního vítězství se na lavičce tohoto výběru dočkal 7. června 2016 proti Španělsku, které v tomto utkání Gruzie překvapivě porazila 1:0. Na MS se nakonec gruzínská reprezentace pod Weissovým vedením neprobojovala, jelikož skončila až na pátém místě tabulky. V Lize národů UEFA 2018/19 s reprezentací Gruzie postoupil do skupiny C a v Lize národů UEFA 2020/21 s ní skončil na třetím místě tabulky. V říjnu 2019 prohlásil, že má smlouvu do konce téhož roku s opcí na baráž Ligy národů, a že u reprezentace na 99 procent skončí. Jeho působení se nakonec protáhlo, jelikož zápasy byly kvůli pandemii covidu přesunuty. K definitivnímu konci tak došlo v prosinci 2020 po neúspěchu v kvalifikaci na EURO 2020 (prohra 0:1 v baráži se Severní Makedonií), kdy si gruzínští fotbalisté nevybojovali historicky první účast na velkém turnaji. Celkem za reprezentaci Gruzie odkoučoval 47 střetnutí.

### ŠK Slovan Bratislava (návrat)

#### Sezóna 2020/21
V průběhu jarní části ročníku 2020/21 se vrátil do Slovanu, kde se setkal se svým synem. Původně bylo zveřejněno, že uzavřel s vedením dlouhodobý kontrakt na dobu pěti let, avšak později bylo oznámeno, že se jedná o smlouvu pouze do léta 2022. Tým o jeho návrat měl zájem už dvakrát v minulosti. Obnovený ligový debut si ve Slovanu připsal ve 31. kole hraném 15. 5. 2021, kdy se svými svěřenci v souboji s ViOnem Zlaté Moravce – Vráble zvítězil venku 4:0 a získal tak s mužstvem ligový titul, který byl pro klub již třetí v řadě. Zároveň s klubem vybojoval podruhé v řadě po výhře 2:1 po prodloužení nad celkem MŠK Žilina domácí pohár a s týmem poprvé v jeho historii obhájil double. Weiss však už na začátku tohoto angažmá prohlásil, že tyto úspěchy nebude považovat za svoje, ale že se jedná o práci slovinského trenéra Darka Milaniče, kterého na laviččce nahradil.

#### Sezóna 2021/22
Se Slovanem postoupil přes Shamrock Rovers z Irska (výhra 2:0 doma a prohra 1:2 venku) do druhého předkola Ligy mistrů UEFA 2021/22 a v něm s ním vypadl se švýcarským mužstvem BSC Young Boys z Bernu po domácí remíze 0:0 a venkovní prohře 2:3. Následně byl se slovenským klubem přesunut do předkol Evropské ligy UEFA 2021/22, kde s ním nejprve vyřadil ve třetím předkole Lincoln Red Imps FC z Gibraltaru (výhra 3:1 venku a remíza 1:1 doma), avšak ve čtvrtém předkole - play-off s ním nepřešel přes řecký tým Olympiakos Pireus (prohra 0:3 venku a remíza 2:2 doma) do skupinové fáze této soutěže. S hráči však byli zařazení do základní skupiny F Evropské konferenční ligy UEFA 2021/22, kde v konfrontaci se soupeři: FC Kodaň (Dánsko) - (prohry doma 1:3 a venku 0:2), PAOK Soluň (Řecko) - (remízy venku 1:1 a doma 0:0) a stejně jako v kvalifikaci s Lincolnem Red Imps - (výhry doma 2:0 a venku 4:1) skončili na třetím místě tabulky, což na postup do jarní vyřazovací fáze nestačilo. V ročníku 2021/22 pomohl svému zaměstnavateli s hráči již ke čtvrtému titulu v řadě, což Slovan dokázal jako první v historii slovenského fotbalu.

#### Sezóna 2022/23
V červnu 2022 v mužstvu krátce před koncem kontraktu skončil, avšak o dva dny později se nakonec s vedením domluvil na podpisu nové roční smlouvy. Se Slovanem postoupil po domácí remíze 0:0 a venkovním vítězství 2:1 po prodloužení přes Dinamo Batumi z Gruzie do druhého předkola Ligy mistrů UEFA 2022/23, v němž však nestačili po výhře 2:1 venku a prohře 1:4 doma na maďarský celek Ferencvárosi TC z hlavního města Budapešti. Následně nepřešli ani po přesunu do třetího předkola Evropské ligy UEFA 2022/23 přes Olympiakos Pireus z Řecka (remíza 1:1 venku a prohra 2:3 doma po penaltovém rozstřelu), avšak jeho svěřenci hráli ještě ve čtvrtém předkole - play-off Evropské konferenční ligy UEFA 2022/23 proti bosenskému mužstvu HŠK Zrinjski Mostar, kde po venkovní prohře 0:1 a výhře 3:1 po rozstřelu z pokutových kopů vybojovali postup do skupinové fáze této soutěže. Se Slovanem Bratislava byl zařazen do základní skupiny H, kde v konfrontaci se soupeři: FC Basilej (Švýcarsko) - (výhra 2:0 venku a remíza 3:3 doma), FK Žalgiris (Litva) - (remíza 0:0 doma a výhra 2:1 venku) a FC Pjunik Jerevan (Arménie) - (prohra 0:2 venku a výhra 2:1 doma) s ním postoupil se ziskem 11 bodů jako vítěz skupiny poprvé v novodobé historii Slovanu do jarní vyřazovací fáze některé evropské pohárové soutěže. V ní ale se Slovanem Bratislava vypadl po penaltovém rozstřelu v osmifinále s Basilejí. Na konci sezony získal se Slovanem titul, který byl pro klub již historicky pátý v řadě.

#### Sezóna 2023/24
V létě 2023 podepsal se Slovanem nový kontrakt, jehož délka nebyla zveřejněna. Se Slovanem Bratislava postoupili přes lucemburské mužstvo FC Swift Hesper (remíza 1:1 doma a výhra 2:0 venku) a celek HŠK Zrinjski Mostar z Bosny a Hercegoviny (výhra 1:0 venku a remíza 2:2 doma) do třetího předkola Ligy mistrů UEFA 2023/2024, ve kterém vypadli po prohrách 1:2 doma a 1:3 venku s izraelským klubem Makabi Haifa FC a byli přesunuti do čtvrtého předkola - play-off Evropské ligy UEFA 2023/2024, ve kterém nepostoupili po domácí výhře 2:1 a prohře 2:6 venku přes tým Aris Limassol FC z Kypru a kvalifikovali se tak do skupinové fáze Evropské Konferenční ligy UEFA 2023/2024. Se Slovanem Bratislava byli zařazeni do základní skupiny A, kde v konfrontaci s mužstvy Lille OSC (Francie) - (prohra 1:2 venku a remíza 1:1 doma), NK Olimpija Lublaň (Slovinsko) - (výhra 1:0 venku a prohra 1:2 doma) a KÍ Klaksvík (Faerské ostrovy) - (výhry doma i venku 2:1). skončili se ziskem deseti bodů na druhém místě tabulky a podruhé za sebou postoupili do jarní vyřazovací části této soutěže. V ní však vypadli jeho svěřenci již v šestnáctifinále po prohrách 1:4 venku a 0:1 doma se Sturmem Graz z Rakouska. V jarní části ročníku 2023/2024 pomohl Slovanu Bratislava k šestému ligovému titulu v řadě a celkově jubilejnímu 30. v historii klubu.

#### Sezóna 2024/25
Se Slovanem postoupil na podzim 2024 se svými svěřenci přes severomakedonský tým FC Struga (výhry 4:2 doma a 2:1 venku), mužstvo NK Celje ze Slovinska (remíza 1:1 venku a výhra 5:0 doma), klub APOEL FC z kyperského města Nikósie (výhra 2:0 doma a remíza 0:0 venku) a celek FC Midtjylland z Dánska (remíza 1:1 venku a výhra 3:2 doma) z prvního předkola až do hlavní části Ligy mistrů UEFA 2024/2025, do které se bratislavský tým dostal poprvé ve své historii. V ligové fázi tehdy hrající se novým formátem se s hráči střetli s mužstvy Manchester City FC (Anglie) - (prohra 0:4 doma), FC Bayern Mnichov (Německo) - (prohra 1:3 venku), Atlético Madrid (Španělsko) - (prohra 1:3 venku), AC Milán (Itálie) - (prohra 2:3 doma), GNK Dinamo Záhřeb (Chorvatsko) - (prohra 1:4 doma), Celtic FC (Skotsko) - (prohra 1:5 venku), VfB Stuttgart (Německo) - (prohra 1:3 doma) a Girona FC (Španělsko) - (prohra 0:2 venku) a v konečné tabulce složené ze všech klubů postoupivších do ligové fáze skončili na 35. místě a do vyřazovací fáze nepostoupili. Na jaře 2025 vybojoval se Slovanem Bratislava po domácí výhře 4:3 nad celkem MŠK Žilina sedmý ligový titul v řadě.